# Constructivismo (matemática)
En filosofía de las matemáticas, el constructivismo o escuela constructivista requiere para la prueba de la existencia de un objeto matemático, que este pueda ser encontrado o «construido». Para esta escuela no es suficiente la prueba por contradicción clásica (reducción al absurdo) que consiste en suponer que un objeto X no existe y partiendo de esta premisa derivar una contradicción. Según los constructivistas tal procedimiento no permite encontrar el objeto estudiado y en consecuencia su existencia no está realmente probada. La posición opuesta se denomina platonismo matemático.
Se confunde frecuentemente el constructivismo con el intuicionismo cuando en realidad este último no es sino un tipo de constructivismo. Para el intuicionismo, las bases fundamentales de las matemáticas se encuentran en lo que denominan la intuición matemática, haciendo en consecuencia de esta una actividad instrínsecamente subjetiva. El constructivismo no adopta en general dicha postura y es completamente compatible con la concepción objetiva de las matemáticas.
Erret Bishop propuso el constructivismo a partir de las sugerencias de Brouwer y Márkov, pero modificando algunas percepciones de los autores mencionados de tal manera que la propuesta constructivista resulta más restrictiva que las sugerencias de Brouwer y Márkov pero, al mismo tiempo, logra que todos sus teoremas resulten compatibles tanto con esas sugerencias como con las de la matemática clásica, cosa que no ocurre con las otras dos. Bishop logra esta flexibilidad a través de no definir lo que llama "rutinas finitas" (algoritmos) que constituyen el proceso de demostración. Si bien esto parece introducir una cierta falta de precisión, fuerza a quienes practican esta aproximación a utilizar estrictamente la lógica intuicionista. Parece ser que utilizar tal lógica equivale a practicar matemática algorítmica formal. Si eso fuera el caso, la aproximación intuicionista podría ser implementada en relación con cualquier objeto matemático, no solo esa clase especial de «objetos constructivos».
El constructivismo critica el formalismo llevado hasta el extremo por el grupo de matemáticos llamado Nicolas Bourbaki, admite la sucesión de los números naturales, mas no el conjunto de los naturales, cuestionan la lógica en que se fundamenta la matemática de Bourbaki y proclama la tercera opción respecto del principio del tercero excluido (a más de p y ~p, cabe otra salida).

## Aspectos fundamentales
El constructivismo se sirve de la lógica constructivista, que en esencia no es sino la lógica clásica sin el principio del tercero excluido. Esto no quiere decir sin embargo que su utilización se excluya por completo ya que en casos especiales puede ser empleado, como en el ejemplo de las proposiciones sin cuantificadores de la aritmética de Heyting. Lo que esto quiere decir es que tal principio no se considera como un axioma. Por otra parte, la ley de no-contradicción conserva toda su validez. En el mismo sentido, las proposiciones que se restringen a objetos finitos pueden ser categorizadas o bien como verdaderas o bien como falsas, tal como sucede en las matemáticas clásicas, pero esta categorización bivalente no se extiende a proposiciones referidas a colecciones infinitas.
Para Luitzen Egbertus Jan Brouwer, el fundador de la corriente intuicionista, el principio del tercero excluido es una abstracción que resulta de la experiencia respecto de objetos finitos y que se extendió a aquellos infinitos sin justificación. Por ejemplo, si consideramos la Conjetura de Goldbach, todo número par mayor que 2 puede expresarse como la suma de dos números primos y es posible de comprobar, para un número determinado, si así sucede o no. Hasta ahora, todos los números investigados han verificado dicha propiedad.
Pero no existe ninguna prueba que esto suceda para todos los números como así tampoco ninguna prueba de que la conjetura no se verifique para todos los números. Pese a que no puede descartarse que la conjetura llegue algún día a demostrarse en un sentido u otro, según Brouwer no es legítimo afirmar:

La Conjetura de Goldbach es verdadera o bien no es verdadera.

Este argumento se aplica a todos los problemas similares aún no resueltos. Para Brouwer, aceptar la ley del tercero excluido equivale a suponer que todo problema matemático posee una solución.
Con el rechazo del principio del tercero excluido en tanto que axioma, el remanente del sistema lógico tiene una propiedad de existencia de la cual carece el sistema tradicional: cada vez que
{\displaystyle \exists _{x\in X}P(x)} se puede probar de manera constructiva
en realidad {\displaystyle P(a)} se puede probar (al menos) para un particular
{\displaystyle a\in X}.
De tal manera; la prueba de la existencia de un objeto matemático queda ligada a la posibilidad de su construcción.